# Купа на Съветската армия 1947
Вторият турнир за Купата на Червената армия през сезон 1946/47 (от пролетта на 1947 г. вече е наричан Купа на Съветската армия поради преименуването на самата армия) е проведен при участието на над 300 отбора от физкултурните дружества в страната, според данни на организаторите.
През есента на 1946 г. турнирът протича на градско и околийско ниво. Например, в градовете са образувани футболни групи, в които градските тимове играят всеки срещу всеки по една среща за определяне на градския първенец, докато в околиите, където участват предимно отбори от малки градове и села, се играе на преки елиминации за определяне на околийския първенец.
В следващата фаза градските и околийските първенци играят на преки елиминации за определяне на областните първенци, които ще участват във финалната фаза на турнира. Така за четвъртфиналите се класират излъчените първенци на:
1. Софийска област: Левски (София)
2. Горно-Джумайска (дн. Благоевгрдска) област: Юлий Дерменджиев (Горна Джумая)
3. Бургаска област: ЛБ 45 (Бургас)
4. Русенска област: Русенец (Русе)
5. Варненска област: Добруджа (Добрич)
6. Врачанска област: Христо Михайлов (Михайловград)
7. Плевенска област: Локомотив (Горна Оряховица)
8. Пловдивска област: Ботев (Пловдив)

## Областни финали
| Софийска област        | Марек (Станке Димитров)         | 0:0 | Левски (София)                 | втори мач в София: 1:3        |
| Горно-Джумайска област | Юлий Дерменджиев (Горна Джумая) | 2:0 | Републиканец (Перник)          |                               |
| Бургаска област        | Ботев-Юнак (Нова Загора)        | 1:2 | ЛБ 45 (Бургас)                 |                               |
| Русенска област        | Русенец (Русе)                  | 3:0 | Септември (Силистра)           |                               |
| Варненска област       | Стамо Костов (Попово)           | 1:1 | Добруджа (Добрич)              | втори мач в Добрич: 1:3       |
| Врачанска област       | Юнак (Крива бара)               | 3:3 | Христо Михайлов (Михайловград) | втори мач в Михайловград: 0:4 |
| Плевенска област       | Хаджи Славчев (Павликени)       | 2:4 | Локомотив (Горна Оряховица)    |                               |
| Пловдивска област      | Ботев (Пловдив)                 | 7:0 | Петър Бонев (Перущица)         |                               |

## Четвъртфинали
| Русенец (Русе)                 | 0:3 | Добруджа (Добрич)           |  |
| Христо Михайлов (Михайловград) | 0:3 | Локомотив (Горна Оряховица) |  |

| Юлий Дерменджиев (Горна Джумая) | 1:6 | Левски (София)  |
| ЛБ 45 (Бургас)                  | 0:1 | Ботев (Пловдив) |

## Полуфинали
| 21 май и 25 май 1947 г. |           |                             |
| ----------------------- | --------- | --------------------------- |
| Левски (София)          | 5:0 и 2:2 | Локомотив (Горна Оряховица) |
| 18 май и 25 май 1947 г. |           |                             |
| Добруджа (Толбухин)     | 2:2 и 0:2 | Ботев (Пловдив)             |

## Финал
| 1 юни 1947, Стадион „Юнак“, гр. София, 17 000 зрители |     |                 |
| Левски (София)                                        | 1:0 | Ботев (Пловдив) |
| Съдия: Тодор Стоянов                                  |     |                 |
| Голмайстор: Васил Спасов (37'-дузпа).                 |     |                 |

Пропусната дузпа: Тодор Тодоров (Ботев) 89'.
| №  |  | Състав              |
| -- |  | ------------------- |
| 01 |  | Апостол Соколов     |
| 02 |  | Стефан Методиев     |
| 03 |  | Любомир Петров      |
| 04 |  | Атанас Динев        |
| 05 |  | Петър Москов        |
| 06 |  | Костадин Георгиев   |
| 07 |  | Борислав Цветков    |
| 08 |  | Васил Спасов-Валяка |
| 09 |  | Георги Русев        |
| 10 |  | Димитър Дойчинов    |
| 11 |  | Арсен Димитров      |

| №  |  | Състав             |
| -- |  | ------------------ |
| 01 |  | Георги Кекеманов   |
| 02 |  | Георги Захариев    |
| 03 |  | Никола Милев       |
| 04 |  | Петър Данчев       |
| 05 |  | Петър Йонов        |
| 06 |  | Петър Целуйков     |
| 07 |  | Никола Ламбрев     |
| 08 |  | Атанас Николов     |
| 09 |  | Тодор Тодоров-Дура |
| 10 |  | Найден Чалъков     |
| 11 |  | Костадин Ангелов   |